# Karakumosa ferganensis
Espèce
Karakumosa ferganensis est une espèce d'araignées aranéomorphes de la famille des Lycosidae.

## Distribution
Cette espèce est endémique de la province de Ferghana en Ouzbékistan,. Elle se rencontre vers Ferghana.

## Description
La carapace de la femelle holotype mesure 12,00 mm de long sur 9,60 mm et l'abdomen 12,50 mm de long sur 9,40 mm.

## Systématique et taxinomie
Cette espèce a été décrite par Logunov en 2023.

## Étymologie
Son nom d'espèce, composé de fergan[a] et du suffixe latin -ensis, « qui vit dans, qui habite », lui a été donné en référence au lieu de sa découverte, Ferghana.

## Publication originale
- Logunov, 2023 : « Further notes on the fossorial wolf spiders of Middle Asia and the Near East (Aranei: Lycosidae). » Arthropoda Selecta, vol. 32, no 4, p. 475-512 (texte intégral).